# Conocraera acutipennis
Conocraera acutipennis är en insektsart som beskrevs av Frederick Arthur Godfrey Muir 1916. Conocraera acutipennis ingår i släktet Conocraera och familjen sporrstritar. Inga underarter finns listade i Catalogue of Life.